# David Pennisi
David John Pennisi (Innisfail, 16 dicembre 1978) è un ex cestista australiano naturalizzato italiano.

## Palmarès
- Promozione dalla DNB alla DNA: 1
Fortitudo Agrigento: 2011-12
- Coppa Italia LNP: 1
Fortitudo Agrigento: 2012